# میخائیل چخوف
میخائیل چخوف (روسی: Михаил Александрович Чехов؛ ۲۹ اوت ۱۸۹۱ – ۳۰ سپتامبر ۱۹۵۵) یک هنرپیشه، کارگردان تئاتر و  نظریه‌پرداز بازیگری و تئاتر اهل روسیه-آمریکا بود.
از فیلم‌ها یا برنامه‌های تلویزیونی که وی در آن نقش داشته‌است می‌توان به طلسم‌شده اشاره کرد.